# Kadsura heteroclita
Kadsura heteroclita är en tvåhjärtbladig växtart som först beskrevs av William Roxburgh, och fick sitt nu gällande namn av William Grant Craib. Kadsura heteroclita ingår i släktet Kadsura och familjen Schisandraceae. Inga underarter finns listade.